# Silver Clef Award
La Silver Clef Awards (Premios Silver) son unos premios benéficos dirigidos por la organización de musicoterapia internacional Nordoff Robbins.
Los premios anuales se celebran desde 1976 en Reino Unido. 

## Historia
La Silver Clef Awards fueron fundados por el comité en 1976 por músicos y directores de la industria de música británica, quién quiso honrar a artistas de música con premios para recaudar fondos para Nordoff Robbins. 

## Personal
- Silla de comité: Emma Bancos
- Director de Fundraising y Comunicaciones: Jo Carter
- Directores de acontecimiento: Fiona Haycock y Abena Mills

## Categorías
- Silver Clef Award
- Lifetime Achievement Award
- Icon Award
- International Award
- Best Newcomer Award
- Best British Group Award
- Best British Female Award
- Best British Male Award
- Classical Award
- Innovation Award
- Best Live Act

## Palmarés
Silver Clef Award
- 2015 Iron Maiden
- 2014 Jimmy Page
- 2013 The Clash
- 2012 Kylie Minogue (Honorary 25.º Premio de Aniversario)
- 2011 Annie Lennox
- 2010 Musa
- 2009 Take That
- 2008 Oasis
- 2007 Paul Weller
- 2006 Ozzy Osbourne & Sharon Osbourne
- 2005 The Who (30.º Premio de Aniversario)
- 2004 Morrissey
- 2003 Coldplay
- 2002 Dido
- 2001 Tom Jones
- 2000 Eurythmics
- 1999 #M People
- 1998 Jamiroquai
- 1997 Elvis Costello
- 1996 Wet Wet Wet
- 1995 Take That
- 1994 Sting
- 1993 Eric Clapton
- 1992 Def Leppard
- 1991 Rod Stewart
- 1990 Robert Plant
- 1989 George Michael
- 1988 Paul McCartney
- 1987 David Bowie
- 1986 Phil Collins
- 1985 Dire Straits
- 1984 Queen
- 1983 Eric Clapton
- 1982 The Rolling Stones
- 1981 Status Quo
- 1980 Pink Floyd
- 1979 Elton John
- 1978 Cliff Richard & The Shadows
- 1977 Genesis
- 1976 The Who

Classical Award 
- 2015 Il Divo
- 2014 Gareth Malone
- 2013 Alison Balsom
- 2012 Laura Wright
- 2011 Alfie Boe
- 2010 Russell Watson
- 2009 Faryl Herrero
- 2008 Nicola Benedetti
- 2007 Andrea Bocelli
- 2005 Katherine Jenkins

Lifetime Premio de consecución
- 2015 Duran Duran
- 2014 Tom Jones
- 2013 Barry Gibb
- 2012 Andrew Lloyd Webber
- 2011 Estado Quo
- 2010 Tony Bennett
- 2007 Clive Robbins (fundador de Nordoff Robbins)
- 2006 Eagles
- 2005 U2

Best Newcomer Award
- 2015 James Bay (cantante)
- 2014 Laura Mvula
- 2013 Jessie Ware
- 2012 Conor Maynard
- 2011 Tinie Tempah
- 2010 JLS
- 2009 La Roux
- 2008 Amy Macdonald
- 2007 Paolo Nutini
- 2006 Editors
- 2005 McFly (pop)
- 2005 Razorlight (rock)
- 2004 Jamie Cullum
- 2003 Ms Dynamite
- 2002 Blue
- 2001 Craig David
- 2000 Cinco
- 1999 Otro Nivel
- 1998 Robbie Williams
- 1997 Kula Shaker
- 1996 Supergrass
- 1995 Eternal
- 1994 Dina Carroll
- 1993 Take That
- 1992 Right Said Fred
- 1991 James
- 1990 Lisa Stansfield
- 1989 Fairground Attraction
- 1988 Wet Wet Wet
- 1987 Pet Shop Boys
- 1986 Curiosity Killed The Cat

International Award
- 2015 Gladys Knight
- 2014 Pharrell Williams
- 2013 Vampire Weekend
- 2012 Michael Bublé
- 2011 Casa sueca Mafia
- 2010 Kelis
- 2009 Brian Wilson
- 2008 Meat Loaf
- 2007 John Legend
- 2006 Foo Fighters
- 2005 Bob Geldof
- 2004 George Benson
- 2003 Bon Jovi
- 2002 Natalie Imbruglia
- 2001 Kylie Minogue
- 2000 Ronan Keating
- 1999 The Corrs
- 1998 Chris de Burgh
- 1997 Vanessa-Mae
- 1996 AC/DC
- 1995 Bryan Adams
- 1994 Jimmy Page & Robert Plant
- 1993 U2
- 1992 INXS

Icon Award
- 2015 Primal Scream
- 2014 Chas & Dave
- 2013 Alison Moyet
- 2012 Fatboy Slim
- 2011 Liza Minnelli
- 2010 Vera Lynn
- 2009 Madness
- 2008 Squeeze
- 2007 Rod Stewart
- 1999 Locura
- 1998 Cliff Richard

Best British Female Award
- 2015 Rita Ora

Best British Male Award
- 2015 Jake Bugg

Best Group
- 2015 Kasabian

Innovation Award
- 2015 Mark Ronson
- 2014 Giorgio Moroder
- 2013 Labrinth
- 2012 Emeli Sandé
- 2011 McFly
- 2010 Dizzee Rascal
- 2009 N-Dubz
- 2008 Estelle

Best Live Act (votado por el público)
- 2015 Arctic Monkeys
- 2014 Justin Timberlake
- 2013 One Direction
- 2012 McFly
- 2011 Paul McCartney

Ambassadors of Rock Award
- 2014 Black Sabbath
- 2013 Ray Davies
- 2012 Manic Street Preachers
- 2011 Arcade Fire
- 2010 Slash
- 2009 Queen
- 2008 Bryan Adams
- 2007 Bryan Ferry

Best British Act Award
- 2014 Paloma Faith
- 2013 Coldplay
- 2012 Jessie J
- 2011 Biffy Clyro
- 2010 Scouting For Girls
- 2009 Stereophonics
- 2008 The Fratellis
- 2007 Snow Patrol
- 2006 Kaiser Chiefs

Premios discrecionales:
World Peace Award
- 1997 John Lennon (póstumo)

Special Achievement Award
- 2006 Gary Farrow
- 2005 The Who
- 2004 Iron Maiden
- 2003 Rayo Davies
- 2002 Lulu
- 2001 Leiber & Stoller
- 2000 Bacharach & David
- 1999 Pete Rey
- 1998 Deep Purple
- 1997 Chris Barbero
- 1995 George Martin
- 1993 Bee Gees
- 1992 Alan Freeman

Heart Record/ Artist of the Year Award
- 2007 The Feeling
- 2006 Girls Aloud
- 2005 Natasha Bedingfield
- 2005 Lemar
- 2004 Young
- 2003 Atomic Kitten

- Datos: Q3483987